# Farszad Belfake
Farszad Belfake (pers. فرشاد بلفکه; ur. 30 maja 1994) – irański zapaśnik walczący w stylu klasycznym. Triumfator halowych igrzysk azjatyckich w 2017. Trzeci na MŚ U-23 w 2017. Trzeci na mistrzostwach Azji juniorów w 2012 roku.